# Cameron Widoff
Cameron Widoff, né aux États-Unis, est un triathlète professionnel américain, champion des États-Unis en 1997 et vainqueur sur triathlon Ironman.

## Palmarès
Le tableau présente les résultats les plus significatifs (podium) obtenus sur le circuit national et international de triathlon depuis 1995,.
| Année | Compétition                | Pays       | Position           | Temps           |
| ----- | -------------------------- | ---------- | ------------------ | --------------- |
| 2006  | Ironman 70.3 Boulder       | États-Unis | Médaille d'argent  | Timing          |
| 2001  | Ironman Lake Placid        | États-Unis | Médaille de bronze | Timing          |
| 2001  | Ironman 70.3 Santa Rosa    | États-Unis | Médaille d'argent  | Timing          |
| 2000  | Ironman Lake Placid        | États-Unis | Médaille d'or      | Timing          |
| 1999  | Ironman Lake Placid        | États-Unis | Médaille de bronze | Timing          |
| 1999  | Wildflower Triathlon       | États-Unis | Médaille d'or      | Timing          |
| 1999  | Championnat des États-Unis | États-Unis | Médaille d'argent  | 1 h 52 min 30 s |
| 1998  | Wildflower Triathlon       | États-Unis | Médaille d'or      | Timing          |
| 1997  | Championnat des États-Unis | États-Unis | Médaille d'or      | 1 h 52 min 2 s  |
| 1997  | Wildflower Triathlon       | États-Unis | Médaille d'or      | Timing          |
| 1996  | Wildflower Triathlon       | États-Unis | Médaille d'argent  | Timing          |
| 1995  | Wildflower Triathlon       | États-Unis | Médaille d'or      | Timing          |